# 자오먼 서역
자오먼 서역(중국어: 角门西站)은 중국 베이징시 펑타이구 마자바오 가도 마자바오 서로에 위치한 베이징 지하철 4호선과 10호선 2기의 환승역이다.

## 위치
자오먼 서역은 마자바오 서로(남북방향)과 자허로(동서방향)의 교차로에 있다. 4호선은 남북방향, 10호선은 동서방향으로 배치되었다. 역명은 자오먼 지구 서쪽에 위치해 있어 붙여졌다.

## 역 구조

### 층별 구조
두 노선 모두 지하역이다. 4호선은 10호선 위쪽에 위치하고 있으며, 두 승강장은 십자로 교차되어 있다. 두 역 모두 섬식 승강장으로 설계되었다.
| 지면     | 출구                            | A—G출구                                      |
| 지하 1층 | 4호선 대합실                    | 안내/매표소, 개집표기                        |
| 지하 1층 | 환승통로                        | 4호선과 10호선 사이                          |
| 지하 1층 | 10호선 대합실                   | 안내/매표소, 개집표기                        |
| 지하 2층 | 북행                            | ← ■ 4호선 안허차오베이 방면 (마자푸)         |
| 지하 2층 | 섬식 승강장, 왼쪽 출입문이 열림 |                                              |
| 지하 2층 | 남행                            | → ■ 4호선 톈궁위안 방면 (다싱선)(궁이시차오) |
| 지하 3층 | 서행                            | ← ■ 10호선 내선 순환 (차오차오)              |
| 지하 3층 | 섬식 승강장, 왼쪽 출입문이 열림 |                                              |
| 지하 3층 | 동행                            | → ■ 10호선 외선 순환 (자오먼 동)             |

### 승강장
4호선 자오먼 서역 승강장은 마자바오 서로 아래에 있는 섬식 승강장이다. 10호선 승강장은 자허로 아래에 있는 섬식 승강장이다.

### 출구
4호선 출구는 총 4개가 있다(A(서북), B(동북), C(동남), D(서남)). 10호선 출구는 총 3개가 있다(E(서북), F(동북), G(동남)).
|                                                            | |
|                                                            | |
| 출구                                                       | 출구 인근 |
| 出口 · A · 1                                               | 마자바오 서로(서쪽), 밀레니엄 마트(美廉美超市), 스다이펑판 빌딩(时代风帆), 마자바오 지역보건 서비스 센터, 자오덩위 학교 소학교부 |
| 出口 · A · 2                                               | 마자바오 서로(서쪽), 밀레니엄 마트(美廉美超市), 스다이펑판 빌딩(时代风帆), 마자바오 지역보건 서비스 센터, 자오덩위 학교 소학교부 |
| 出口 · B                                                   | 마자바오 서로(동쪽), 천신위안(晨新园)                                                                                            |
| 出口 · C                                                   | 마자바오 서로(동쪽), 젠궁베이궈(建工北国), 루이리장판(瑞丽江畔)                                                                  |
| 出口 · D                                                   | 마자바오 서로(서쪽), 마자바오 전화국, 수르자위안(旭日嘉园)                                                                       |
| 出口 · E                                                   | 자허로(북쪽), 자오덩위 학교 소학교부, 베이징 펑타이 실험예술유치원, 자위안 제1유치원                                             |
| 出口 · F                                                   | 마자바오 서로(동쪽), 천신위안, 자오먼시리천광 단지(角门西里晨光小区)                                                             |
| 出口 · G                                                   | 마자바오 서로(동쪽), 자오먼로(角门路), 마자바오 전화국                                                                           |
| 아이콘 설명: 시각 장애인 안내 경로 \| 경사로 \| 엘리베이터 | |